# Lepidozamia
Lepidozamia is een geslacht van palmvarens uit de familie Zamiaceae. Het geslacht telt twee soorten, die beide endemisch zijn in Oost-Australië. De soorten komen voor in regenwouden in het oosten van Queensland en New South Wales.

## Soorten
- Lepidozamia hopei (W.Hill) Regel
- Lepidozamia peroffskyana Regel